# Dòng nước ngầm
 Trong ngành địa chất thủy văn, dòng nước ngầm được định nghĩa là "một phần của dòng chảy đã xâm nhập vào mặt đất, đã xâm nhập vào vùng giếng ngầm và đã được xả vào một dòng suối, hoặc suối và nước thấm."  Nó bị chi phối bởi phương trình dòng nước ngầm. Nước ngầm là nước được tìm thấy dưới lòng đất trong các vết nứt và không gian trong đất, cát và đá. Một khu vực nơi nước lấp đầy các không gian này được gọi là vùng nước ngầm hoặc vùng bão hòa. Nước ngầm được lưu trữ và di chuyển chậm qua các lớp đất, cát và đá gọi là tầng ngậm nước. Tốc độ dòng nước ngầm phụ thuộc vào độ thấm (kích thước của các khoảng trống trong đất hoặc đá và mức độ không gian được kết nối) và đầu thủy lực (áp lực nước).

## Nghiên cứu dòng chảy ưu tiên
Dòng chảy thẳng của chất tan trong môi trường xốp (dòng chảy ưu tiên) được nghiên cứu và so sánh với dòng chảy Darcy. Phương pháp được sử dụng cho nghiên cứu là thử nghiệm. Mô hình phòng thí nghiệm được sử dụng tương tự như bộ máy Darcy với một chút sửa đổi. Nghiên cứu đã so sánh vận tốc đo của lần tiếp cận đầu tiên của chất tan với vận tốc trung bình của dòng chảy trong môi trường xốp. Mô hình phòng thí nghiệm bao gồm Ống polyetylen mật độ cao có đường kính 150 mm và chiều cao 750 mm đầy cát đồng nhất. Chín bộ thí nghiệm được thực hiện với ba loại cát (D10 = 0,6 mm và Cu1.42, D10 = 0.11 mm và Cu1,55, D10 = 0,3 mm và Cu1.4) và ba loại nồng độ nước muối (5%, 10%, 20% theo dung dịch nước muối). Một dung dịch nước muối được tìm thấy là nhanh hơn 1,13 đến 1,84 lần so với tốc độ trung bình của dòng chảy do kết quả của dòng chảy ưu tiên.